# Famille de Cardaillac (Cardaillac)
Pour les articles homonymes, voir Cardaillac (homonymie).
Ne doit pas être confondu avec la Famille de Cardaillac (Végennes).
La famille de Cardaillac est une famille de la noblesse française originaire du Quercy.

## Histoire
On trouve une ancienne famille de Cardaillac dont la lignée remonterait au VIIIe siècle, originaire du bourg de Cardaillac dans le Quercy, qui au Moyen Âge était le chef-lieu d'une châtellenie comprenant 22 paroisses. Cette famille de Cardaillac était déjà importante au XIe siècle.
Hippolyte de Barrau écrit : « La maison de Cardaillac, l'une des plus anciennes et des plus considérables de la Guienne, se divisait, au XIVe siècle, en cinq branches, possédant par indivis la baronnie de Cardaillac, dans le Haut-Quercy, et se distinguant entre elles par des surnoms empruntés à leurs principales seigneuries. Ces branches étaient celles  1) de Bioule; 2) de la Capelle-Marival; 3) de Thémines-Espédallac; 4) de Varayre et Privezac; 5) de Brengues et Montbrun ».
Gustave Chaix d'Est-Ange écrit que les différentes familles de Cardaillac en Quercy sont issues de la maison de Cardaillac qui s'est partagée dès le moyen âge en un certain nombre de lignes dont on ne connaît pas bien le point de jonction.
Sur l'ancienne famille de Cardaillac en Quercy qui avait pour armes de gueules, au lion d'argent, armé, lampassé et couronné d'or ; à l'orle de treize besants d'argent., P. Louis Lainé écrit en 1841 : « Famille originaire du Quercy et l'une des premières et des plus illustres de cette province. Elle s'éteint de nos jours ». Mais en fait, à la Révolution les Cardaillac ont émigré au Québec où leurs descendants vivent toujours.

### Seigneurs de Cardaillac
Selon Jacques-Antoine Delpon, le premier Cardaillac connu est un Bertand, chevalier, qu'il place au VIIIe siècle; il aurait combattu en 768 pour Pépin le Bref contre le dernier duc d'Aquitaine : Waïfre. Selon Edgar Laparra, il aurait reçu de Pépin la terre de Cardaillac dont il aurait pris le nom.
La filiation commence avec Hugues Ier de Cardaillac (1030 - après 1064), qui fait construire le château de Cardaillac sur un promontoire rocheux, et rendit hommage à Raymond de Saint-Gilles, alors comte du Quercy et du Rouergue, (acte expédié à Moissac en novembre 1064) d'après la Généalogie de la famille de Cardaillac de M. Martin, imprimée à Paris en 1654,. Il eut pour fils Géraud Ier de Cardaillac, né vers 1070, seigneur de Cardaillac, marié à la fille du vicomte de Millau. En 1095, le seigneur de Cardaillac fait partie des excomuniés par le pape Urbain II avec les seigneurs de Montmurat, Felzins, Lentillac, Capdenac, Béduer et Thémines, pour s'être emparés de biens appartenant à l'Église. À la même époque, un Géraud de Cardaillac est abbé d'Aurillac.

### Seigneurs de Bioule, de Saint-Cirq, de la Capelle-Marival
Un tableau généalogique conservé dans le Cabinet d'Hozier et qui pour Chaix-d'Este-Ange ne parait pas s'appuyer sur des preuves très sérieuses pour les premiers degrés, fait remonter la filiation de cette branche à Hugues Ier de Cardaillac, qui était dès 1064 seigneur baron de Cardaillac.
À cette branche appartenait Bertrand, seigneur de Cardaillac, sénéchal du roi d'Angleterre en Limousin, Périgord et Quercy, qui de son mariage avec Aimais de Périgord eut deux fils; Bertrand et Géraud auteurs de deux grandes branches :
- Bertrand, seigneur de Cardaillac, de Saint-Cirq, de Bioule, etc., vivant en 1280, marié à Contors de Turenne puis à Alix de Peyre  fut l'auteur de la branche aînée, dite des seigneurs de Bioule. De cette branche se détacha le rameau des seigneurs de Saint-Cirq en la personne de Bertrand de Cardaillac qui épousa vers 1406 Souveraine d'Hébrard de Saint-Sulpice[1].
- Géraud de Cardaillac, seigneur de la Capelle-Marival, de Saint-Maurice, de Rudelle, etc., fut l'auteur de la seconde branche, dite de la Capelle-Marival[1].

#### Seigneurs de Saint-Cirq
Le fief de Saint-Cirq-Lapopie appartenait à la famille de Cardaillac depuis 1229.
- Bertrand, né vers 1370, mort en 1423, reçut en héritage en 1395, de Bertrand VI de Cardaillac seigneur de Bioule, le château de Saint-Cirq-Lapopie et ses terres[8].
- Jean devint gouverneur et sénéchal de la province du Quercy en 1450[8], seigneur de la Popie, de Saint-Cirq, de Saint-Cirq-Lapopie et de Cieurac.
- Raymond, fils du précédent, s'arma pour le duc du Berry contre Louis XI. Il en fut puni par la dévastation de ses terres[8].
- Raymond, fils du précédent, combattit le 28 juillet 1488 à la bataille de Saint-Aubin-du-Cormier pour le duc d'Orléans, futur Louis XII, il fut nommé gouverneur et sénéchal de la province du Quercy[8].
- Geoffroy, mourut sans enfants et fut le dernier de cette branche[8].

#### Seigneurs de Lacapelle-Marival
Selon la généalogie rapportée par le Docteur Labat, cette famille était installée en 1270 au château de Lacapelle-Marival avec:
- Géraud Ier, (? - 1299), fils de Bertrand III de Cardaillac et de Almod de Périgord, qui hérit en 1266[9]. En 1294, il confirma les franchises accordées en 1250 par son père aux habitants de Lacapelle-Marival.
- Géraud II de Cardaillac, seigneur de Lacapelle-Marival succéda très jeune à son père Géraud Ier en 1299. Il confirma les franchises accordées en 1294 par son père[9]. Il eut six fils : Bertrand Ier, Guillaume (évêque de Saint-Papoul de 1328 à 1347), Hugues, Gaillard, Guy, Bertrand II (évêque de Rieux de 1321 à 1324, puis évêque et comte de Cahors de 1324-1367, familier du pape Jean XXII).
- Bertrand Ier de Cardaillac, fils aîné de Géraud II, lui succéda vers 1325. Il donna à cens aux consuls de Rudelle en 1328 tous les fours de ce lieu et restitua par testament les amendes levées à Lacapelle-Marival, Saint-Maurice, Rudelle, Saint-Cernin et Soulomès[9].
- Bertrand II de Cadaillac, fils ainé de Bertrand Ier, lui succéda vers 1340, assista avec une petite troupe sous les ordres du Comte d'Armagnac pour le roi de France Philippe de Valois. Il en reçut une rente annuelle de 50 livres[9].
- Bertrand III de Cardaillac, deuxième fils de Bertrand II, resta fidèle au roi de France et lutta contre les anglais[9].
- Guillaume II de Cardaillac, fils unique de Bertrand III, lui succéda vers 1400. Il eut deux fils et quatre filles[9].
- Guisbert de Cardaillac, fils aîné ou petit-fils de Guillaume II, lui succéda le 20 mars 1440. Il fit hommage au roi de France le 16 juin 1462, rédigea son testament le 15 avril 1471.
- Astorg de Cardaillac, fils aîné de Guisbert, lui succéda vers 1475, comme son père, encouragea une verrerie[9].
- Jean de Cardaillac, fils aîné d'Astorg, lui succéda vers 1500, mort en 1521[9].
- Gilbert de Cardaillac, deuxième fils d'Astorg, lui succéda en 1521, mort en 1536[9].
- Antoine de Cardaillac, deuxième fils de Gilibert, lui succéda en 1536, teste en 1586[9]. Seigneur de Lacapelle, de Saint-Cernin en Auvergne. Gouverneur de Figeac, gentilhomme ordinaire de la Chambre de Charles IX, chevalier des ordres du roi, conseiller au parlement de Toulouse, sénéchal de Quercy. Il épouse le 15 février Victoire d'Aquino, fille d'Antoine, prince de Castillon et d'Isabelle Caracciolo, qui lui donna pour fils et héritier qui lui succéda en 1586:
- Gilbert II de Cardaillac dit aussi François, seigneur de Lacapelle, Saint-Cernin, Rudelle, gentilhomme ordinaire de la Chambre du roi. Il lutta contre les calvinistes et fut blessé mortellement à Fons, et mourut au château du Roc le 11 mars 1622[9]. Il avait épousé le 15 août 1595 Madeleine de Bourbon, fille d'Henri, vicomte de Lavedan, et de Françoise de Saint-Exupéry, qui était calvinistes. De cette union sont nés sept enfants: François, qui suit; Henri-Victor, Rose mariée à Antoine de Durfort, Claude mariée à Antoine de Moret, Madeleine et Béraud, seigneur de Marival.
- François de Cardaillac, fils cadet de François, seigneur de Saint-Cernin et de Clavières en Auvergne, capitaine, épousa le 22 janvier 1658 Marguerite de Montal, qui lui donna deux garçons sans postérité et une fille Claude, dame de La Sepouse, mariée à François Brachet
- Henry-Victor de Cardaillac, fils ainé de François, lui succéda en 1622, le vengea et passa une grande partie de sa vie à la cour de Louis XIII, puis de Louis XIV. Il épousa Elisabeth de Pluvinel, fille d'Antoine de Pluvinel, écuyer principal de Louis XIII. La seigneurie de Lacapelle fut érigée en marquisat le 15 mai 1645 par le roi pour ses services lors des opérations militaires. Il avait dirigé le ban et l'arrière-ban de la noblesse du Quercy dans le Roussillon sous le prince de Condé[5]. Il décéda vers 1693[9].
- Thomas Jean-Baptiste de Cardaillac, 3e fils d'Henry-Victor, lui succède en 1622. Il fut Capitaine d'une compagnie de chevaux léger, puis commandant d'un régiment de cavalerie. Il se brouille avec ses parents, et engage de nombreux procès, assiège le château de ceux-ci. Il meurt le 4 mars 1693 sans enfants, c'est la fin de la lignée directe des Cardaillac-Lacapelle. Après sa veuve, c'est Bertrand de Cardaillac de Sérignac qui hérita du marquisat de Lacapelle en 1719. Il fut suivi de son frère Thomas Jean-Baptiste II qui, ruiné, vendit titres et terres le 20 juillet 1732[9].

### Seigneurs de Thémines
Bertrand II de Cardaillac pris en 1212 le titre de seigneur de Thémines.
- Béranger, né vers 1200, frère de Bertrand II et fils de Hugues II, reçut en héritage la terre de Thémines[5].
- Géraud Ier, né vers 1235 et mort après 1299, fils de Béranger, se qualifiait de seigneur de Thémines, d'Espédaillac et coseigneur de Cardaillac[5].
- Raymond.
- Géraud II, né vers 1310 et mort en 1370, fils de Raymond, n'a comme enfant que Hélène qui se mariera avec Ratier de Penne vers 1370. Ces derniers n'auront que deux filles, dont Catherine qui se maria avec Rostaing de Lauzières.

### Seigneurs de Varayre et de Brengues
Ces branches ont pour souche commune Gaillard de Balaguier (+1278) marié à Domesga de Cardaillac, dame de Brengues, fille de Marquès de Cardaillac, seigneur de Brengues et de Montbrun en Quercy, et de Bernarde Lombarde, dame en partie de Laguépie, dont deux fils:
- Bertrand de Cardaillac, seigneur de Varaire,
- Hugues de Cardaillac, seigneur de Brengues[10].

#### Branche de Varaire et de Murat
Hippolyte de Barrau fait remonter sa filiation à Bertrand, coseigneur de Cardaillac et seigneur de Varayre, qui vivait en 1227. 
- Guillaume de Cardaillac, seigneur de Varaire, Privezac, Valady, Prévinquières et Malville, s'est marié à Béatrix d'Olargues dite de Caylus, qui lui a donné :
- Bertrand de Cardaillac, qui a épousé le 13 mars 1329 à Murat Helipze de Murat, fille et héritière en 1359 de Bégon de Murat, vicomte de Murat, et de Brayde de Caylus. Leur fils, petit fils et arrière petit fils furent en guerre jusqu'en 1413 contre la branche cadette représentée par Renaud de Murat (1404), seigneur de Vigouroux, Turlande, Albepierre qui faisait valoir son droit de retrait lignagier.

Cette branche s'éteignit au XVe siècle avec Guillaume, coseigneur de Cardaillac, baron de Varayre, Privezac, Valady, marié en 1458 à Marguerite de Narbonne, qui rend hommage en 1483 au roi Charles V1II. Sa fille unique épousa en 1475 Gui de Lévis, baron de Caylus et de Bournac.

#### Branche de Brengues
Le château de Brengues est séparé des biens, maintenus dans la branche ainée en 1227.
- Hugues Ier de Cardaillac, mort après 1277, fils de Hugues II de Cardaillac de la branche ainée, fondateur de la branche[11].
- Marquès de Cardaillac, mort après 1265, lui-même fils de Hugues Ier, seigneur de Brengues.
- Hugues II de Cardaillac (vers 1240- mort entre 1292 et 1299), seigneur de Brengues.
- Hugues III de Cardaillac (1270-1334), un descendant du précédent, acheta une partie de la baronnie de Montbrun et le château de Balayer en 1333 à Arnaud Duèze, vicomte de Carmaing, neveu du pape Jean XXII[11].
- Marquès II de Cardaillac (vers 1320-vers 1405), baron de Foissac et de Montbrun, seigneur de Brengues, co-seigneur de Montpezat. Il s'est marié avec Marguerite de Calmont, fille de Hugues de Calmont, baron de Castelnau-Bretenoux.
- Marquès III de Cardaillac, marié à Isabelle de Montal.
- Mathurin de Cardaillac, baron de Montbrun et de Foissac, sire de Brengues.

Cette branche s'éteignit au  XVIe siècle avec Marguerite de Cardaillac, dame de Brengues, qui épousa en 1553 François de Suzanne, seigneur de Sorny, grand fauconnier du roi de Navarre.

## Personnalités
- Un sire de Cardaillac prit part à la première croisade en 1096[1].
- Géraud III de Cardaillac (?), évêque de Cahors (1083-1112)
- Guillaume IV de Cardaillac, évêque de Cahors (1209-1234)[1].
- Bertrand de Cardaillac, sénéchal du roi d'Angleterre en Limousin, Périgord et Quercy au XIIIe siècle[1].
- Bertrand et Hugues de Cardaillac fondèrent en 1316 le monastère de Campoliba[1].
- Bertrand de Cardaillac, évêque de Rieux (1321-1324), puis de Cahors (1324-1367).
- Guillaume de Cardaillac, évêque de Saint-Papoul (1328-1347)[1].
- Jean de Cardaillac, d'abord évêque d'Orense (1351) puis archevêque de Braga au Portugal, emprisonné par Pierre-le-Cruel; il reçut du pape Grégoire XI le titre de patriarche d'Alexandrie et fut archevêque de Toulouse depuis 1370 jusqu'à sa mort arrivée en 1390 ; il a laissé plusieurs ouvrages[1].
- François de Cardaillac, évêque de Cavaillon de 1366 à 1387  puis évêque de Cahors jusqu'à sa mort en 1404[1].
- Bertrand de Cardaillac, seigneur de Cardaillac et de Bieule, sénéchal du roi d'Angleterre en Limousin, Périgord et Quercy[1].
- Henri-Victor de Cardaillac de la Capelle-Marival, maréchal de camp en 1654, marquis de Cardaillac par lettres patentes de mai 1645[1].
- Louis, marquis de Cardaillac et comte de Bioule, lieutenant-général en Languedoc, chevalier des Ordres du roi, mort sans postérité en 1666[1].
- Gilbert de Cardaillac, baron de Saint-Cernin, conseiller au parlement de Toulouse[12].
- François Gilbert de Cardaillac, baron de Lacapelle-Marival, gentilhomme ordinaire du roi, tué à Fons par les calvinistes en 1622[13].

### Armes
- Seigneurs de Cardaillac : de gueules, au lion d'argent, armé, lampassé et couronné d'or ; à l'orle de treize besants d'argent.' (armes figurant aux salles des Croisades)[14].

Couronne : de marquis

Cimier : un demi-lion issant d'argent

Supports : deux griffons au naturel
 
Cri de guerre : Cardaillac !
 
Devise : Toto noscuntur in orbe

- de Cardaillac, seigneurs de Saint-Cernin et de Marival : de gueules à un lion d'or armé, lampassé et couronné de même à l'orle de treize besants d'argent.[1],[15].

### Titres
de cardaillac, branches de Bioule et de la Capelle-Marival :
- Comte de Bioule (éteint) : par lettre patentes de 1610 pour Antoine de Cardaillac qui  pour héritier son frère, Louis, marquis de Cardaillac, comte de Bioule, lieutenant-général en Languedoc, chevalier des ordres du roi, qui mourut sans postérité en 1666[1].
- Marquis de Cardaillac (éteint) : par lettres patentes de mai 1645 pour Henri-Victor de Cardaillac de la Capelle-Marival, maréchal de camp. Son fils unique Thomas, marquis de Cardaillac parait avoir été le dernier représentant de sa branche[1].

## Châteaux
- Cardaillac dans le Lot
- Bioule
- Lacapelle-Marival
- Saint-Cirq-Lapopie